# Yōsuke Yamamoto
Yōsuke Yamamoto (japonès: 山本洋祐)  (prefectura de Kumamoto, 22 de juny de 1960) és un judoka japonès, ja retirat, guanyador d'una medalla olímpica.
El 1988 va prendre part en els Jocs Olímpics d'Estiu de Seül, on guanyà la medalla de bronze en la competició del pes semi lleuger del programa de judo.
En el seu palmarès també destaca una medalla d'or en el Campionat del Món de judo de 1985, una de plata als Jocs Asiàtics de 1986 i una d'or en el Campionat d'Àsia de judo de 1984.